# Víxenne
Víxenne (en (ucraïnès): Вишенне) és un poble de la República Autònoma de Crimea a Ucraïna, que el 2014 tenia 1.753 habitants. Pertany al districte de Bilogorsk.